# Iouri Milner
Pour les articles homonymes, voir Milner.
Iouri Borissovitch (Bentsionovitch) Milner (en russe : Юрий Борисович (Бенционович) Мильнер, né le 30 novembre 1960 à Moscou, est un entrepreneur, capital-risqueur et milliardaire russe (jusqu'en 2022) et israélien.
Sur la liste du magazine Fortune listant les cinquante plus éminentes personnalités du monde des affaires en 2010, Milner se situe à la 46e place, faisant de lui le seul Russe sur la liste. En 2010 Milner a été reconnu par le magazine économique russe Vedomosti comme « Entrepreneur de l'année ». En 2012, il a été inclus dans la liste des 50 plus puissantes personnalités de la planète.[réf. nécessaire]

## Biographie
Il étudie la physique à l'université de Moscou jusqu'en 1985. Il est également diplômé d'un MBA en 1992, de la Wharton School of Economics, au sein de l'université de Pennsylvanie.
De 1985 à 1989, il commence sa carrière comme chercheur à l'Académie de sciences d'URSS. Après un passage aux États-Unis pour étudier et un passage à la Banque mondiale à Washington, il revient dans son pays natal en 1996 pour s'occuper du développement du secteur financier en Russie. Durant deux années, il se forme au management dans la banque de Mikhail Khodorkovski, un oligarque russe emprisonné de 2004 à décembre 2013, qualifié de victime du « régime russe » de Vladimir Poutine.
En 1999, Milner commence à investir dans Internet en devenant actionnaire d'un service de messagerie, Mail.ru.
En 2005, il fonde le fonds d'investissement Digital Sky Technologies (en) (DST), qui s'appelle maintenant Mail.ru Group, et DST Global. Entre 2005 et 2009 il investit plus d'un milliard de dollars dans plus de trente entreprises comme Facebook, Zynga, Twitter, Spotify, ZocDoc, Nubank, Groupon, 360buy et Alibaba Group.
En juin 2014, DST Global lance son 4e fonds d'investissement, DST Global IV.
Il a lancé le prix de physique fondamentale et le Breakthrough Prize in Life Sciences.
En novembre 2017, son nom apparaît dans les révélations des Paradise Papers.

## Vie privée
Dans une entrevue pour le journal Vedomosti en 2010, Iouri Milner a dit de lui-même : « Au cours des dernières années, je n'ai tout simplement pas eu le temps pour les loisirs. Je commence même à oublier ce que j'aime. Comme par le passé, où je lisais de la littérature qui ne soit pas liée au travail. »
Iouri Milner est marié à l'ancien mannequin et artiste contemporain Julia Milner. Ils vivent et travaillent principalement à Moscou avec leurs deux enfants.
En 2011, Iouri Milner a acheté une maison pour 100 millions de dollars[réf. nécessaire] à Los Altos Hills en Californie. La propriété s'étend sur trois parcelles d'une surface totale de 7 hectares et comprend une résidence principale de 2 370 m2 et deux maisons d'amis de 510 m2 chacune. Le Wall Street Journal a rapporté que le prix de 100 millions de dollars pour la maison faisait d'elle le bien immobilier le plus cher pour une maison familiale aux États-Unis.[réf. nécessaire]

## Fortune
Dans la liste des cinquante personnalités des affaires de 2014 du magazine Fortune, il apparaît à la 35e place. En 2014, sa fortune personnelle est évaluée à 1,8 milliard de dollars.
En 2015 le magazine Forbes évalue sa fortune à 3,2 milliards de dollars, ce qui fait de lui le 32e homme le plus riche de Russie et le 557e homme le plus riche du monde.